# Аль-Муктадир Биллах
Абу́ль-Фадль Джа́фар ибн Абдулла́х аль-Муктади́р Билла́х (895—932) — багдадский халиф из династии Аббасидов.

## Биография
Когда умер его брат, халиф Али аль-Муктафи, аль-Муктадир Биллаху было всего 13 лет. Матерью аль-Муктадир Биллаха была византийская наложница, получившая арабское имя Шагаб («Неприятность»). Среди придворных группировок развернулась борьба между теми, кто хотел возвести на престол Аль-Муктадира, и теми, кто предпочитал видеть халифом его дядю Абдаллаха. В итоге на престол усадили Аль-Муктадира, а Абдаллах был казнён.
Аль-Муктадир был слабым правителем, предпочитавшим проводить время в пирушках и гаремных утехах, при нём Арабский халифат перешёл к постоянному упадку, уже более не сменявшемуся подъёмами. Однако слабый правитель устраивал придворные клики, которые за его спиной обделывали свои дела, конкурируя друг с другом за реальную власть. За 25 лет формального правления Аль-Муктадира в стране сменилось 13 визирей. При этом была потеряна Северная Африка, отпали Египет и Мосул, бушевали карматы.
На северных границах халифата в это время шла война с Византией. Когда северным границам Византии стали угрожать болгары, регент Византии Зоя Карбонопсина решила замириться с арабами, и халиф пошёл ей навстречу. Было подписано перемирие, а за пленников-мусульман был выплачен выкуп в 120 тысяч золотых. Эти уступки «неверным» вызвали большое возмущение в халифате.
В 926—927 гг. году были захвачены византийцами Малатья и Самсат, перейдя в наступление ромеи дошли до Думьята.  Но, потерпев поражение под Тарсом, они отступили. Малатья и Самсат переходили из рук в руки.
Карматы вторглись в Мекку и унесли с собой Чёрный камень, они захватили Куфу и Басру и угрожали Багдаду.
В 929 году группа придворных организовала заговор с целью свержения Аль-Муктадира и возведения на престол его брата Аль-Кахира. Однако их не поддержала стража, и в итоге им пришлось восстановить Аль-Муктадира на троне. Но после попытки переворота финансы в стране оказались в столь ужасном состоянии, что халифу уже было нечем платить даже собственной страже. В итоге в 932 году Аль-Муктадир был убит за воротами Багдада.